# Archives départementales de Mayotte
Les archives départementales de Mayotte sont un service du conseil départemental, chargé de collecter, classer, conserver, valoriser et communiquer au public les archives publiques et privées produites sur le territoire du département. Le service est constitué en plusieurs pôles : archives contemporaines, archives orales, service éducatif, bibliothèques (patrimoniales, historiques et professionnelles).

## Histoire
D'abord territoriales, les archives de Mayotte sont devenues départementales le 31 mars 2011, quand Mayotte est devenue le cinquième département d'outre-mer français. Les archives ont déménagé en juillet 2012 dans un nouveau bâtiment situé ZAC Hamaha à Mamoudzou.

## Liste des directeurs
- Maxence Habran (depuis 2025)
- Charly Jollivet (2021-2024)
- Pauline Gendry (2013-2018)
- Anastasia Iline (2009-2012)
- Anne Lebel (2004-2008)

## Fonds d'archives et documents conservés
Les fonds conservés représentent environ 620 mètres linéaires. Ils sont accessibles, selon la législation en vigueur.

### État civil et archives administratives
L'état civil de Mayotte existe depuis 1841, quand l'archipel est devenu français, mais il concerne uniquement les Français européens pour ses registres les plus anciens. En raison des difficultés de conservation dues au climat, les originaux des registres sont conservés aux Archives nationales d'outre-mer à Aix-en-Provence et Mayotte conserve des copies.
Il existe des fonds équivalents aux fonds notariés : ils sont conservés avec les fonds judiciaires car le greffier du tribunal a longtemps fait office de notaire. Pour Mayotte, il existe aussi la justice cadiale, rendue par les cadis exerçant un droit à mi chemin entre le droit français et le droit coutumier musulman : cette justice a été supprimée en 2010. Dans ces archives-là, les actes sont souvent rédigés en shimaore, une des langues de Mayotte et en adjami (alphabet arabe). Ces fonds sont notamment utiles aux partages et aux successions. Avant 1920, ils sont conservés aux Archives nationales d'outre-mer, après 1920, ils se trouvent sur place à Mayotte.

### Fonds d'archives antérieurs à 1940
- Série E : État-civil, notaires, cadis.
  - 1 E : Cadis
  - 2 E : État civil européen
  - 3 E : Archives notariales
- Série J : Documents entrés par voie extraordinaire.
- Série K : Lois, ordonnances, arrêtés.
  - 2 K Journaux officiels (1897-)
  - 3 K Recueil des actes administratifs (1976-)
  - 4 K Arrêtés préfectoraux (1976-)
  - 5 K Bulletin officiel de Mayotte (2010-)
- Série M : Administration générale et économie.
- Série Q : Domaines, enregistrement, hypothèques.
- Série S : Travaux publics et transports.
- Série U : Justice.

## Fonds d'archives postérieurs à 1940
- Série W : Série continue accueillant les archives administratives et judiciaires postérieures au 10 juillet 1940.

### Bibliothèque
Les Archives disposent d'une bibliothèque patrimoniale sur Mayotte et sa région ainsi que d'une bibliothèque professionnelle. Les livres sont uniquement consultables sur place.

## Expositions
Les archives départementales ont contribué à la réalisation de plusieurs expositions :
- L'abolition de l’esclavage à Mayotte
- Dzaoudzi : une histoire contrariée (1843-1866)
- Réalisations publiques et paysage (1976-2006)
- Mayotte et le sucre (1843-1912)
- Navigation et commerce dans l’océan Indien jusqu’au XIXe siècle
- Histoire de Mayotte depuis 1841 à nos jours
- Mémoire de cyclones
- L'esclavage dans l'océan Indien de l'Antiquité aux abolitions
- Mémoires d'un combat.

## Publications
Les archives départementales de Mayotte diffusent différentes publications :
- La revue Mahabari à destination du grand public
- La revue scientifique Taarifa
- Des dossiers pédagogiques (Mayotte et sa région dans la grande guerre ; Mayotte pendant la Seconde guerre mondiale ; Les cultures commerciales à Mayotte ; Mayotte 1841-1843, histoire du rattachement à la France)
- Des catalogues d'exposition (Mémoire de cyclones ; Dzaoudzi une histoire contrariée : 1843-1866 ; Réalisations publiques et paysages 1976-2006 ; Mayotte et la canne à sucre au XIXe siècle ; Navigation et commerce dans l'océan Indien)
- L'esclavage dans l'océan Indien de l'Antiquité aux abolitions / Mémoires d'esclavage aux Comores.

## Pour approfondir